# Triglochin calcitrapa
Triglochin calcitrapa là một loài thực vật có hoa trong họ Juncaginaceae. Loài này được Hook. miêu tả khoa học đầu tiên năm 1845.